# Afrikansk paradismonark
Afrikansk paradismonark (Terpsiphone viridis) är en fågel i familjen monarker inom ordningen tättingar, huvudsakligen förekommande i Afrika söder om Sahara men även på södra Arabiska halvön.

## Kännetecken

### Utseende
Afrikansk paradismonark är en medelstor (17 cm) tätting där hanen har en mycket lång stjärt, lika lång som kroppslängden. Huvud, hals och undersida är svarta medan stjärten är kastanjebrun, likaså vingarna med ett vitt vingband. I vissa områden varierar hanens dräkt avsevärt, där det kastanjebruna ersätts av vitt eller där stjärten istället är svart. Honan är brunare under och saknar både den långa stjärten och det vita vingbandet.
Arten hybridiserar med både gabonparadismonark  och rostbukig paradismonark vilket skapar mellanformer där undersidan är en blandning av svart och rött.

### Läten
Afrikanska paradismonarkens läte beskrivs i engelsk litteratur som ett hårt "zweet-zweet-zwayt", medan sången är ett höjgljutt, visslande "twee-tiddly-te-te".

## Utbredning och systematik
Afrikansk paradismonark delas in i tio underarter med följande utbredning:
- Terpsiphone viridis viridis – Senegal och Gambia till Sierra Leone
- Terpsiphone viridis speciosa – södra Kamerun söderut till nordöstra Angola, österut till Demokratiska republiken Kongo och sydvästra Sydsudan
- Terpsiphone viridis ferreti – Mali, Elfenbenskusten, nordöstra Demokratiska republiken Kongo, Sudan, Kenya och Tanzania
- Terpsiphone viridis restricta – Victoriasjön i västra Kenya och Uganda
- Terpsiphone viridis kivuensis – sydvästra Uganda till östra Demokratiska republiken Kongo, Rwanda, Burundi och nordvästra Tanzania
- Terpsiphone viridis suahelica – högländer i västra Kenya och Tanzania
- Terpsiphone viridis ungujaensis – östra Tanzania (inklusive Mafiaön) till Zambia, Zanzibar och Pemba
- Terpsiphone viridis plumbeiceps (inklusive violacea[7]) – södra Angola till västra Demokratiska republiken Kongo, sydvästra Tanzania och nordöstra Sydafrika
- Terpsiphone viridis granti – Sydafrika från Natal till sydvästra Kapprovinsen; denna underart flyttar till södra Tanzania
- Terpsiphone viridis harterti – södra delen av Arabiska halvön

Genetiska studier tyder på dels att afrikansk paradismonark består av två arter samt att gabonparadismonarken (Terpsiphone rufocinerea) är en del av detta komplex.

## Levnadssätt
Afrikansk paradismonark påträffas typiskt i savannskogslandskap, öppna gräsmarker med spridda träd, plantage, öppna skogar samt buskmarker. Med sina korta ben ses den sitta mycket upprätt, som en törnskata. Fågeln lever av insekter som den fångar i flykten, men även spindlar och ibland bär. I det skålformade boet som placeras i ett träd lägger den två till tre ägg.

## Status och hot
Arten har ett stort utbredningsområde och en stor population med stabil utveckling och tros inte vara utsatt för något substantiellt hot. Utifrån dessa kriterier kategoriserar internationella naturvårdsunionen IUCN arten som livskraftig (LC). Världspopulationen har inte uppskattats men den beskrivs som alltifrån ovanlig till mycket vanlig.